# العلاقات اليابانية السنغافورية
تشير العلاقات اليابانية السنغافورية إلى العلاقات الثنائية التي تجمع بين اليابان وسنغافورة؛ وهما دولتان آسيويتان متقدمتان للغاية تشتركان في علاقات تاريخية واقتصادية وسياسية. تعود بعض علاقات البلدين الأولى إلى ما قبل القرن الخامس عشر خلال فترة موروماتشي ومملكة ريوكيو أيضًا؛ وذلك في الوقت الذي أسس فيه البلدان علاقات ثنائية في عام 1966. استمر هذا الوفاق لعدة قرون حتى الغزو الياباني لسنغافورة خلال الحرب العالمية الثانية. أدى الغزو إلى الاستيلاء على البلاد، واحتلت اليابان بعد ذلك سنغافورة حوالي أربع سنوات قبل الانسحاب بعد خسارتها في الحرب.
يستفيد البلدان الآن من التجارة المتبادلة الضخمة، والتي تأسست بشكل رسمي من خلال اتفاقية الشراكة الاقتصادية بين اليابان وسنغافورة لعام 2002. تملك اليابان سفارة في تانغلن في سنغافورة، وتملك سنغافورة سفارة في ميناتو في طوكيو بالإضافة إلى قنصلية عامة في ساكاي وأوساكا وناغويا. جون يامازاكي هو السفير الياباني الحالي لدى سنغافورة، وبيتر تان هاي تشوان هو السفير السنغافوري الحالي لدى اليابان.

## العلاقة الثقافية
استفادت اليابان وسنغافورة من العلاقات الإيجابية على مدى العقود القليلة الماضية. أصبحت العديد من جوانب الثقافة اليابانية، بما في ذلك الطعام ووسائل الإعلام، شائعة في تسعينيات القرن العشرين في جميع أنحاء سنغافورة.
تقع حديقة جورونغ اليابانية في جورونغ الشرقية في سنغافورة، وهي حديقة افتُتِحت في عام 1974 وصُممت لإعادة إحياء فترة موروماتشي منذ عام 1392 حتى عام 1568 وفترة أزوتشي-موموياما منذ عام 1568 حتى عام 1615.
وجدت دراسة أجريت في عام 2014 أن حوالي 44% من السنغافوريين يعتبرون علاقة البلاد باليابان «ودية للغاية»، بينما يعتقد 53% من السنغافوريين أنه يمكن الوثوق باليابان، وذلك على الرغم من «بعض التحفظات».
احتفلت اليابان وسنغافورة في عام 2016 بمرور خمسين عام على العلاقات بينهما، وأُطلِق على ذلك اليوم اسم إس جيه 50، وذلك مع مجموعة من الأحداث الثقافية اليابانية التي أقيمت لمدة عام كامل في سنغافورة.
يلعب نادي ألبيريكس نيغاتا السنغافوري لكرة القدم في دوري سنغافورة للمحترفين، وهو عبارة عن فريق تابع لألبيريكس نيغاتا الياباني. تألف معظم الفريق من لاعبين يابانيين وبعض اللاعبين السنغافوريين.
افتتح دون كويجوت، وهو متجر تخفيضات معروف على نطاق واسع خارج سنغافورة في اليابان، أول فرع له في شرق آسيا في سنغافورة. امتلك المتجر ستة أفرع حتى عام 2019، وذلك مع خطط للوصول إلى عشرة أفرع بحلول نهاية عام 2020.
يقع أول مركز بوكيمون رسمي دائم في شرق آسيا خارج اليابان في سنغافورة، وتحديدًا في مطار جويل شانغي.

## الثقافة والإعلام

### موسيقى
يشتهر في سنغافورة العديد من الفنانين اليابانيين مثل فرقة بيرفيوم، وكياري باميو باميو، وساكورا غاكوين، وفرقة بيبي ميتال، وإيه كي بي 48، وآيميون. يميل العديد من الفنانين اليابانيين إلى التجول في سنغافورة بسبب سوقهم شديد الحماس لموسيقى البوب اليابانية. حقق الفنانون السنغافوريون مثل أوليفيا أونغ نجاحًا كبيرًا في السوق اليابانية الكبيرة، إذ انتقلوا إلى طوكيو في سن مبكرة وشكلوا مجموعة بوب ياباني باسم ميراي، وذلك أثناء توقيعهم على عقد شركة التسجيل اليابانية السنغافورية إس2إس.
تُقدم شركة أميوزي، وهي شركة ترفيه يابانية، خدمات إدارة الفنانين للعديد من فناني موسيقى البوب الياباني في اليابان، وتملك مكتبًا فرعيًا في سنغافورة.

### القصص المصورة اليابانية
يُعد اجتماع مهرجان القصص المصورة الآسيوي أحد الاجتماعات السنوية العديدة التي تميز ثقافة البوب اليابانية؛ والتي تقام سنويًا في مركز سونتيك للاجتماعات والمعارض في سنغافورة.

## مقارنة بين البلدين
هذه مقارنة عامة ومرجعية للدولتين:
| وجه المقارنة                                              | اليابان         | سنغافورة                                                             |
| --------------------------------------------------------- | --------------- | -------------------------------------------------------------------- |
| المساحة (كم2)                                             | 377.97 ألف      | 719                                                                  |
| عدد السكان (نسمة)                                         | 126.79 مليون    | 5.89 مليون                                                           |
| الكثافة السكانية (ن./كم²)                                 | 335.45          | 819.19 ألف                                                           |
| العاصمة                                                   | طوكيو           | سنغافورة                                                             |
| اللغة الرسمية                                             | اللغة اليابانية | لغة إنجليزية، اللغة الملايو، اللغة الصينية القياسية، اللغة التاميلية |
| العملة                                                    | ين ياباني       | دولار سنغافوري                                                       |
| الناتج المحلي الإجمالي (بليون دولار)                      | 4.87 تريليون    | 323.91 مليار                                                         |
| الناتج المحلي الإجمالي (تعادل القوة الشرائية) بليون دولار | 5.18 تريليون    | 472.59 مليار                                                         |
| الناتج المحلي الإجمالي الاسمي للفرد دولار أمريكي          | 34.52 ألف       | 52.89 ألف                                                            |
| الناتج المحلي الإجمالي للفرد دولار أمريكي                 | 36.62 ألف       | 82.76 ألف                                                            |
| مؤشر التنمية البشرية                                      | 0.903           | 0.925                                                                |
| رمز المكالمات الدولي                                      | +81             | +65                                                                  |
| رمز الإنترنت                                              | .jp             | .sg                                                                  |
| المنطقة الزمنية                                           | توقيت اليابان   | ت ع م+08:00، توقيت سنغافورة المنسق ‏                                  |

## منظمات دولية مشتركة
يشترك البلدان في عضوية مجموعة من المنظمات الدولية، منها:
| علم المنظمة | اسم المنظمة                                      | تاريخ انضمام اليابان | تاريخ انضمام سنغافورة |
| ----------- | ------------------------------------------------ | -------------------- | --------------------- |
|             | منتدى التعاون الاقتصادي لدول آسيا والمحيط الهادئ | 6 نوفمبر 1989        | 6 نوفمبر 1989         |
|             | منظمة التجارة العالمية                           | ?                    | ?                     |
|             | الاتحاد البريدي العالمي                          | ?                    | ?                     |
|             | منتدى آسيان الإقليمي ‏                            | ?                    | ?                     |
|             | يونسكو                                           | 2 يوليو 1951         | 8 أكتوبر 2007         |
|             | مؤسسة التمويل الدولية                            | 20 يوليو 1956        | 4 سبتمبر 1968         |
|             | المركز الدولي لتسوية المنازعات الاستشارية        | 16 سبتمبر 1967       | 13 نوفمبر 1968        |
|             | بنك التنمية الآسيوي                              | 1966                 | 1966                  |
|             | منظمة حظر الأسلحة الكيميائية                     | ?                    | ?                     |
|             | مؤسسة التنمية الدولية                            | 27 ديسمبر 1960       | 27 سبتمبر 2002        |
|             | وكالة ضمان الاستثمار متعدد الأطراف               | 12 أبريل 1988        | 24 فبراير 1998        |
|             | الاتحاد الدولي للاتصالات                         | 29 يناير 1879        | 22 أكتوبر 1965        |
|             | منظمة الشرطة الجنائية الدولية                    | ?                    | ?                     |
|             | الأمم المتحدة                                    | 18 ديسمبر 1956       | 21 سبتمبر 1965        |
|             | البنك الدولي للإنشاء والتعمير                    | 13 أغسطس 1952        | 3 أغسطس 1966          |
|             | المنظمة الهيدروغرافية الدولية                    | ?                    | ?                     |

## أعلام
هذه قائمة لبعض الشخصيات التي تربطها علاقات بالبلدين:
- ليون وليامز (30 يوليو 1976 – )
- وي كيم وي (سياسي سنغافوري، 4 نوفمبر 1915[29] – 2 مايو 2005[29])

## وصلات خارجية
- موقع وزارة الخارجية اليابانية
- موقع وزارة الخارجية السنغافورية